# Sophie Agnel
Sophie Agnel est une pianiste française, née à Paris en 1964.

## Biographie
Son premier disque solo sort en 2000. Depuis Sophie Agnel a joué ou joue régulièrement avec : Olivier Benoit (deux disques en duo), Daunik Lazro, Alessandro Bosetti, Lionel Marchetti, Jérôme Noetinger Mathieu Werchowski, Pascal Battus, Andrea Neumann, etc.
Elle crée également des spectacles pour les enfants comme Le Piano Marteau ou, avec Catherine Jauniaux, Le Mouton cachalot, sur un texte de Ramona Badescu. 
Elle forme en 2012 un trio free jazz avec Steve Noble et John Edwards. En parallèle elle développe un nouvel instrument, le cordophone, avec le soutien du Groupe musical électroacoustique d'Albi - Tarn (GMEA) et le luthier Laurent Paquier. Il s'agit d'un instrument à corde électro-acoustique qui lui permet d'explorer les matières sonores et expérimentales. 
De 2014 à 2018, elle est membre de  l'Orchestre national de jazz (ONJ) sous la direction d'Olivier Benoît.
Tout en continuant ses coopérations musicales avec d'autres artistes,, elle poursuit son travail de création musicale en s'engageant dans des créations solo,, et un travail improvisé, expérimental, explorant toutes les possibilités sonores du piano, dont elle détourne l'utilisation habituelle et qui devient avec elle un piano préparé ou piano étendu.
S'engageant dans l'univers de l'improvisation libre, elle en est aujourd'hui une des plus grandes représentantes française.
Elle partage son expérience musicale par des sessions d'enseignements et stages réguliers.

## Discographie sélective
- 2000 : Solo - Vand'Oeuvre[15]
- 2002 : Rouge Gris Bruit, avec Lionel Marchetti et Jérôme Noetinger - Potlatch
- 2003 : Rip-Stop, avec Olivier Benoit - In Situ
- 2007 : Tasting, avec Phil Minton - Another Timbre
- 2009 : Capsizing Moments - Emanem
- 2013 : Meteo avec John Edwards et Steve Noble - Clean Feed
- 2014 : Reps, avec Olivier Benoit - Césaré
- 2016: Margueritte d'Or Pâle avec Daunik Lazro -Fou Records